# Theridion leechi
Theridion leechi là một loài nhện trong họ Theridiidae.
Loài này thuộc chi Theridion. Theridion leechi được Willis J. Gertsch & Archer miêu tả năm 1942.